# ستيف نـاش
ستيف نـاش (بالإنجليزية: Steve Nash)‏ هو لاعب دوري الرغبي بريطاني، ولد في 7 أبريل 1949 في إنجلترا في المملكة المتحدة.